# Tour der australischen Rugby-Union-Nationalmannschaft nach Argentinien und Großbritannien 1997
| Tour der Wallabies nach Argentinien und Großbritannien 1997 | Tour der Wallabies nach Argentinien und Großbritannien 1997 | Tour der Wallabies nach Argentinien und Großbritannien 1997 | Tour der Wallabies nach Argentinien und Großbritannien 1997 | Tour der Wallabies nach Argentinien und Großbritannien 1997 |
| Übersicht                                                   | S                                                           | G                                                           | U                                                           | N                                                           |
| ----------------------------------------------------------- | ----------------------------------------------------------- | ----------------------------------------------------------- | ----------------------------------------------------------- | ----------------------------------------------------------- |
| Test Matches                                                | 4                                                           | 2                                                           | 1                                                           | 1                                                           |
| Sonstige Spiele                                             | 3                                                           | 3                                                           | 0                                                           | 0                                                           |
| Gesamt                                                      | 7                                                           | 5                                                           | 1                                                           | 1                                                           |
|                                                             |                                                             |                                                             |                                                             |                                                             |
| Argentinien                                                 | 2                                                           | 1                                                           | 0                                                           | 1                                                           |
| England                                                     | 1                                                           | 0                                                           | 1                                                           | 0                                                           |
| Schottland                                                  | 1                                                           | 1                                                           | 0                                                           | 0                                                           |

Die Tour der australischen Rugby-Union-Nationalmannschaft nach Argentinien und Großbritannien 1997 umfasste eine Reihe von Freundschaftsspielen der Wallabies, der Nationalmannschaft Australiens in der Sportart Rugby Union. Das Team reiste im Oktober und Dezember 1997 durch Argentinien und Großbritannien, wobei es während dieser Zeit sieben Spiele bestritt. Darunter waren zwei Test Matches gegen die argentinische Nationalmannschaft sowie je ein Test Match gegen England und Schottland. Die Australier gewannen dabei zweimal, spielten einmal unentschieden und verloren einmal. In den drei übrigen Spielen gegen Auswahlteams kamen ausschließlich Siege hinzu.

## Spielplan
- Hintergrundfarbe grün = Sieg
- Hintergrundfarbe gelb = Unentschieden
- Hintergrundfarbe rot = Niederlage

(Test Matches sind grau unterlegt; Ergebnisse aus der Sicht Australiens)
| # | Datum             | Gegner                         | Ort                   | Stadion                           | Ergebnis |
| - | ----------------- | ------------------------------ | --------------------- | --------------------------------- | -------- |
| 1 | 25. Oktober 1997  | Unión de Rugby de Tucumán      | San Miguel de Tucumán | Estadio Monumental José Fierro    | 76:15    |
| 2 | 29. Oktober 1997  | Unión de Rugby de Rosario      | Rosario               | Las Delicias                      | 29:18    |
| 3 | 1. November 1997  | Argentinien                    | Buenos Aires          | Estadio Ferro Carril Oeste        | 23:15    |
| 4 | 05. November 1997 | Unión de Rugby de Buenos Aires | Los Polvorines        | Buenos Aires Cricket & Rugby Club | 17:12    |
| 5 | 08. November 1997 | Argentinien                    | Buenos Aires          | Estadio Ferro Carril Oeste        | 16:18    |
| 6 | 15. November 1997 | England                        | London                | Twickenham Stadium                | 15:15    |
| 7 | 22. November 1997 | Schottland                     | Edinburgh             | Murrayfield Stadium               | 37:8     |

## Test Matches
| 1. November 1997 | Argentinien                   | 15 : 23        | Australien                              | Estadio Ferro Carril Oeste, Buenos Aires Zuschauer: 20.137 Schiedsrichter: Albert Smith (Irland) |
| 1. November 1997 | Straftritte: Giannantonio (5) | (6:11) Bericht | Versuche: Finegan Straftritte: Knox (6) | Estadio Ferro Carril Oeste, Buenos Aires Zuschauer: 20.137 Schiedsrichter: Albert Smith (Irland) |

Aufstellungen:
- Argentinien: Diego Albanese, Alejandro Allub, Lisandro Arbizu, Pablo Camerlinckx, Diego Giannantonio, Roberto Grau, Ezequiel Jurado, Mario Ledesma, Rolando Martín, Agustín Pichot, Mauricio Reggiardo, Miguel Ruiz, Eduardo Simone, Pedro Sporleder , Fabián Turnes 
 Auswechselspieler: Martín Scelzo
- Australien: Andrew Blades, Troy Coker, John Eales , Owen Finegan, Michael Foley, George Gregan, Richard Harry, Tim Horan, Patrick Howard, David Knox, Stephen Larkham, Brett Robinson, Joe Roff, Ben Tune, Warwick Waugh 
 Auswechselspieler: Mitch Hardy, Willie Ofahengaue

| 8. November 1997 | Argentinien                                                                    | 18 : 16         | Australien                                   | Estadio Ferro Carril Oeste, Buenos Aires Zuschauer: 23.174 Schiedsrichter: David McHugh (Irland) |
| 8. November 1997 | Versuche: Martín Pichot Erhöhungen: Giannantonio Straftritte: Giannantonio (2) | (15:13) Bericht | Versuche: Finegan Tune Straftritte: Knox (2) | Estadio Ferro Carril Oeste, Buenos Aires Zuschauer: 23.174 Schiedsrichter: David McHugh (Irland) |

Aufstellungen:
- Argentinien: Diego Albanese, Alejandro Allub, Lisandro Arbizu, Pablo Camerlinckx, Diego Giannantonio, Roberto Grau, Ezequiel Jurado, Mario Ledesma, Rolando Martín, Agustín Pichot, Mauricio Reggiardo, Miguel Ruiz, Eduardo Simone, Pedro Sporleder , Fabián Turnes 
 Auswechselspieler: Omar Hasan
- Australien: Andrew Blades, Troy Coker, John Eales , Owen Finegan, Michael Foley, George Gregan, Richard Harry, Tim Horan, Patrick Howard, David Knox, Stephen Larkham, Brett Robinson, Joe Roff, Ben Tune, Warwick Waugh 
 Auswechselspieler: Mitch Hardy, Willie Ofahengaue, Samuel Payne

| 15. November 1997 14:20 WEZ | England               | 15 : 15       | Australien                                               | Twickenham Stadium, London Zuschauer: 75.000 Schiedsrichter: Andre Watson (Südafrika) |
| 15. November 1997 14:20 WEZ | Straftritte: Catt (5) | (9:5) Bericht | Versuche: Gregan Tune Erhöhungen: Roff Straftritte: Roff | Twickenham Stadium, London Zuschauer: 75.000 Schiedsrichter: Andre Watson (Südafrika) |

Aufstellungen:
- England: Adedayo Adebayo, Garath Archer, Kyran Bracken, Mike Catt, Lawrence Dallaglio , Phil de Glanville, Tony Diprose, Will Green, Will Greenwood, Richard Hill, Martin Johnson, Jason Leonard, Andy Long, Matt Perry, Rees 
 Auswechselspieler: Richard Cockerill, Paul Grayson, Austin Healey
- Australien: Andrew Blades, John Eales , Owen Finegan, Elton Flatley, Michael Foley, George Gregan, Richard Harry, Tim Horan, Patrick Howard, John Langford, Stephen Larkham, Willie Ofahengaue, Brett Robinson, Joe Roff, Ben Tune 
 Auswechselspieler: Andrew Heath, David Wilson

| 22. November 1997 | Schottland                          | 8 : 37        | Australien                                                                                | Murrayfield Stadium, Edinburgh Zuschauer: 45.000 Schiedsrichter: Tappe Henning (Südafrika) |
| 22. November 1997 | Versuche: Murray Straftritte: Hodge | (8:8) Bericht | Versuche: Gregan Larkham (2) Ofahengaue Roff Erhöhungen: Eales (3) Straftritte: Eales (2) | Murrayfield Stadium, Edinburgh Zuschauer: 45.000 Schiedsrichter: Tappe Henning (Südafrika) |

Aufstellungen:
- Schottland: Stewart Campbell, James Craig, David Hilton, Duncan Hodge, Grant McKelvey, Scott Murray, Kenny Logan, Andy Nicol , Eric Peters, Adam Roxburgh, Ian Smith, Tony Stanger, Matthew Stewart, Alan Tait, Gregor Townsend 
 Auswechselspieler: Craig Chalmers, George Graham, Stuart Grimes
- Australien: Andrew Blades, John Eales , Owen Finegan, Elton Flatley, Michael Foley, George Gregan, Richard Harry, Tim Horan, Patrick Howard, John Langford, Stephen Larkham, Willie Ofahengaue, Brett Robinson, Joe Roff, Ben Tune 
 Auswechselspieler: David Wilson